# Rebeca Mankita
Rebeca Mankita (née Rebeca Mankita Flashehener le 29 avril 1969), est une actrice mexicaine qui fait sa carrière à la télévision.

## Carrière
Rebeca Mankita Flashehener est née le 29 avril 1969. Son époux est Roberto Blandón.
Rebeca commence sa carrière comme actrice très jeune en 1987, dans la telenovela de Carla Estrada, Pobre señorita Limantour. À partir de là, elle passe au cinéma où elle joue dans des films comiques, comme Papito querido et Soy hombre y qué. En 1996, elle retourne à la télévision dans la telenovela La sombra del otro par une participation spéciale dans le rôle d'une prostituée. Depuis, elle concentre sa carrière à la télévision en participant à plusieurs telenovelas Sin ti, ¡Amigos x siempre!, Carita de ángel, Amar otra vez, La fea más bella et Al diablo con los guapos, entre autres. Elle participe également au programme de comédie La escuelita VIP et dans des séries de télévision comme Mujer, casos de la vida real et La rosa de Guadalupe.

## Filmographie

### Telenovelas
- 1987 : Pobre señorita Limantour : Caty
- 1995-1996 : María la del barrio
- 1996 : La sombra del otro : Cristal
- 1997 : Sin ti : Katy
- 1998 : Camila : Natalia de Galindo
- 1998-1999 : El privilegio de amar
- 2000 : ¡Amigos x siempre! : Amanda Naredo
- 2000-2001 : Carita de ángel : Marfil de los Cobos
- 2001 : Aventuras en el tiempo : Violeta (à l'âge adulte)
- 2002-2003 : ¡Vivan los niños! : Paola Molina
- 2003 : Velo de novia : Yara
- 2003-2004 : Amar otra vez : Peggy
- 2004-2006 : Rebelde
- 2006-2007 : La plus belle des laides (La fea más bella) : Ana Leticia Villarroel
- 2007 : Destilando amor : Colette
- 2007-2008 : Al diablo con los guapos : Marlene
- 2010 : Soy tu dueña : Dama de honor #5
- 2010-2011 : Llena de amor : Mayela Santibáñez
- 2013-2014 : Qué pobres tan ricos : Genoveva « Beba » de la Garza
- 2014-2015 : Hasta el fin del mundo : Isadora Carbonell

### Séries de télévision
- 2004 : La escuelita VIP : Miss Mankita
- 2001-2006 : Mujer, casos de la vida real (19 épisodes)
- 2005-2006 : Los perplejos : Rebeca
- Amar Por Siempre : Vera
- Ciber-amor : Cecilia
- 2008 : La rosa de Guadalupe
- 2013 : Como dice el dicho : Paloma

### Films
- 1991 : Papito querido
- 1993 : Soy hombre y qué
- 1996 : La super risa en vacaciones 8
- 1997 : El taxista querendón : Marisa
- 1997 : La risa lo cura todo
- 1997 : Me ganó la risa
- 1997 : La risa por dentro
- 1997 : Más sabroso con la risa
- 1998 : La risa en bikini
- 1998 : No se puede con la risa
- 1998 : De ladito me la risa
- 2002 : Parejas disparejas
- 2002 : Luna de miel automática